# Thamnodynastes strigatus
Thamnodynastes strigatus är en ormart som beskrevs av Günther 1858. Thamnodynastes strigatus ingår i släktet Thamnodynastes och familjen snokar. Inga underarter finns listade i Catalogue of Life.
Denna orm förekommer i sydöstra Brasilien, östra Paraguay, nordöstra Argentina och Uruguay. Individerna lever vanligen i gräsmarker eller i andra öppna landskap nära vattendrag. De äter vanligen grodor som kompletteras med gnagare, ödlor och fiskar. Honor lägger inga ägg utan föder levande ungar.
För beståndet är inga hot kända. Hela populationen anses vara stor. IUCN kategoriserar arten globalt som livskraftig.